# Delphinium hajrae
Delphinium hajrae är en ranunkelväxtart som beskrevs av Pusalkar. Delphinium hajrae ingår i släktet storriddarsporrar, och familjen ranunkelväxter. Inga underarter finns listade i Catalogue of Life.